# 尼斯圣母圣殿

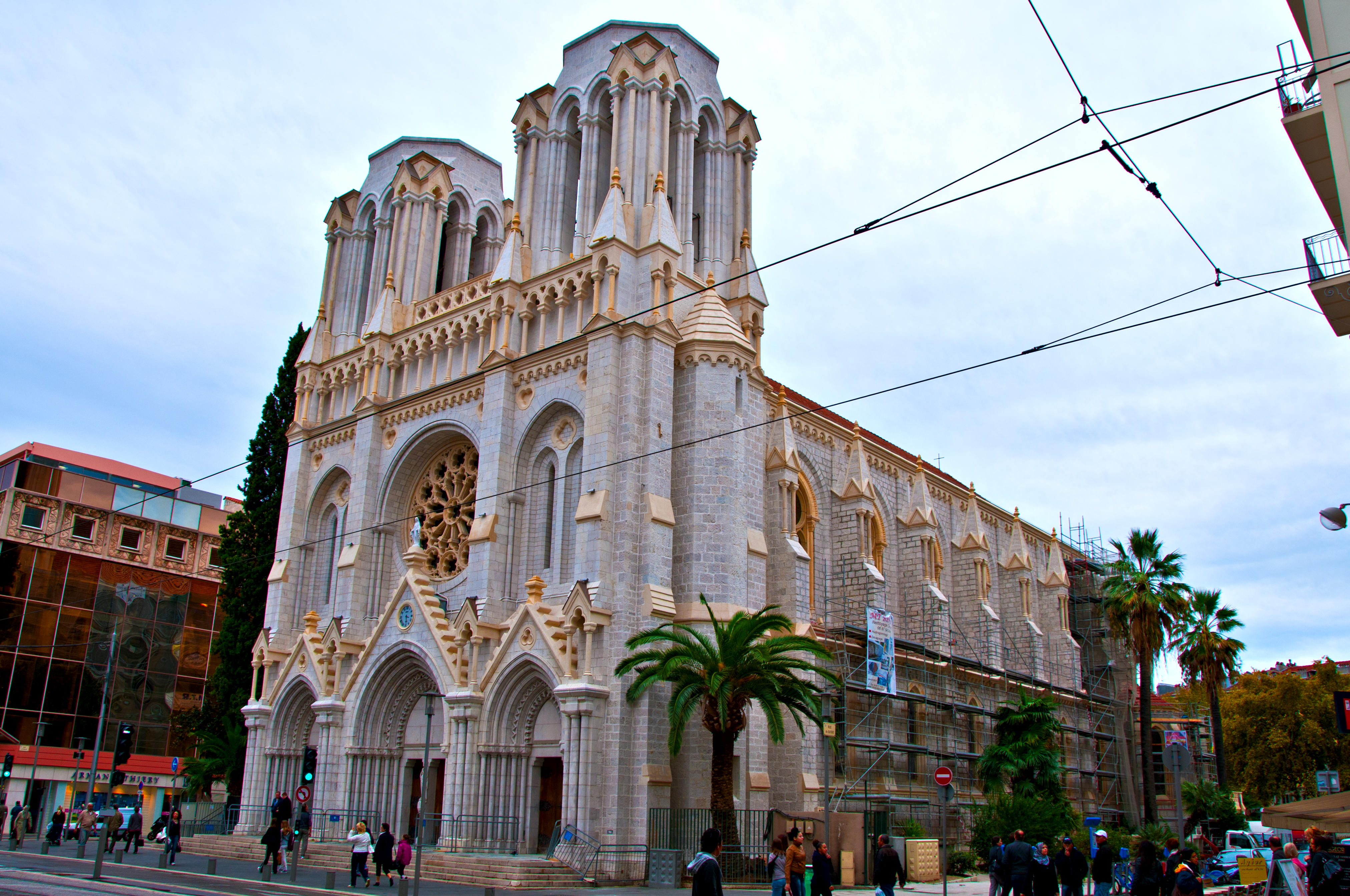
尼斯圣母圣殿

43°42′11.92″N 7°15′57.82″E / 43.7033111°N 7.2660611°E
尼斯圣母圣殿（法語：Basilique Notre-Dame de Nice）是一座天主教會的宗座圣殿，位于尼斯市中心的让·梅德桑大街。

## 历史
它是由路易·勒诺尔芒设计，兴建于1864年到1868年，是尼斯最大的教堂。 
它的兴建受到昂热主教座堂的启发，为哥特式风格。它的方形双塔高65米，立面有一个大玫瑰窗，表现圣母升天的场景。它的建设是出于该市从意大利并入法国后一种法国化的愿望；哥特式建筑被认为代表了法国风格的特征。